# Waldemar Załadas
Waldemar Załadas (ur. 4 listopada 1945) – polski hokeista, w latach 1969-1975 związany z Pomorzaninem Toruń. Król strzelców oraz zwycięzca klasyfikacji kanadyjskiej w sezonie 1970.